# Atassia di Friedreich
L'atassia di Friedreich  è una malattia causata da un'anomalia genetica autosomica recessiva che comporta nel tempo un danno progressivo del sistema nervoso. Si tratta della forma più comune di atassia ereditaria.
Deve il nome al suo scopritore, il medico tedesco Nikolaus Friedreich, che per primo la descrisse nel 1863.

## Storia
La condizione prende il nome dal patologo e neurologo tedesco Nikolaus Friedreich che la descrisse per la prima volta nel 1863 mentre si trovava all'Università di Heidelberg. Ulteriori osservazioni apparvero in una pubblicazione edita nel 1876.
Poco meno di un secolo dopo, nel 1951, Frantz Fanon scrisse la sua tesi di laurea in medicina su di essa.
Nel 1996 l'atassia di Friedreich è stata per la prima volta correlata ad un'espansione della ripetizione GAA sul cromosoma 9.

## Epidemiologia
In Europa tale atassia colpisce mediamente una persona su 50 000 e incide su persone fino al secondo decennio di età.
Nel 1984 uno studio canadese ha trovato traccia di 40 casi riconducibili a tale malattia, tutte persone discendenti dallo stesso ceppo genealogico.

## Classificazione
Esistono varie forme di atassia. Alcune di queste sono legate ad alterazioni metaboliche su base genetica o no, traumatiche, ecc. L'atassia di Friedreich è un'atassia metabolica (nella sua patogenesi sembra implicata la deficienza di una proteina, la fratassina, che avrebbe il compito di smaltire i metaboliti di rifiuto dei processi energetici all'interno del mitocondrio), su base genetica: l'individuo affetto ha un gene anomalo con entrambi gli alleli che presentano, nella maggior parte dei casi, un numero esuberante di triplette che impediscono l'adeguato "srotolamento" del DNA che favorisce la sintesi della fratassina e che infatti è deficitaria.

## Eziologia
Tale malattia è causata dalla mutazione di un gene, FXN (anche chiamato FRDA o X25) localizzato nel locus q21.11 del cromosoma 9 e che codifica per una proteina denominata fratassina. All'atassia di Friedreich è associata la presenza di un'area di espansione di triplette nucleotidiche (GAA) ripetute nel primo introne del gene.

## Clinica
La sintomatologia è molto variabile da persona a persona: dipende essenzialmente dal livello di anomalia genetica ed è correlata all'età di insorgenza. In generale la malattia incomincia a dare disturbi dell'equilibrio, per cui il soggetto affetto ha difficoltà a correre, a mantenere la postura in luoghi bui e affollati; il paziente perde progressivamente i riflessi osteotendinei agli arti inferiori, la deambulazione si fa progressivamente impacciata, incominciano a comparire disturbi della coordinazione che comportano difficoltà ad allacciarsi i bottoni, a scrivere, a parlare (parola scandita), a deglutire.
Non raramente il soggetto si deve dotare di una sedia a rotelle.
Nelle forme più acute si associano una grave cardiopatia e il diabete.

## Trattamento
Al contrario di altre forme di atassia, non esiste una cura per quelle genetiche. L'idebenone, sostanza che elimina nel corpo i radicali liberi, diminuisce il rischio di complicanze cardiovascolari, ma non esistono prove che migliori la funzione neurologica. Esiste un unico studio scientifico su un piccolo campione di pazienti: undici pazienti adulti con atassia ereditaria spinocerebellare o di Friedreich, hanno indossato per tre settimane dei dispositivi stabilizzatori propriocettivi indossabili che emetteno vibrazioni meccaniche focali e alla fine del trattamento hanno migliorato i parametri spazio-temporali del cammino (cadenza, lunghezza del ciclo, tempi di appoggio, tempi di doppio appoggio e di volo) e anche le scale cliniche di valutazione (SARA, 6MWT, PATATEST e 9-HPT)